# 济柴股份
济南柴油机股份有限公司 （深交所：000617）是中国深圳证券交易所的一家上市公司，主营业务范围为普通机械制造业。
2011年，该公司主营业务收入为1686345518.54元，公司净利润为-96564934.55元，公司总资产为3233062988.51元。